# At the Eleventh Hour (film 1912)
At the Eleventh Hour è un cortometraggio muto del 1912 diretto da William V. Ranous. La sceneggiatura è basata liberamente su La collana, racconto di Guy de Maupassant pubblicato nel 1884.

## Trama
Quando i Richards ricevono un invito per partecipare a un elegante ricevimento, la signora Richards ricorre a una sua amica, la signora Daly, per farsi prestare da lei una preziosa collana che la donna aveva ammirato alcuni giorni prima a casa dell'amica. Ammiratissima al ricevimento, la signora Richards, al ritorno a casa, scopre con raccapriccio di aver perduto il collier. Le ricerche per ritrovarlo non danno frutti. Dovendo restituire quanto prima il gioiello, i Richards trovano un orefice che può farne una copia per dodicimila dollari che però loro non hanno. Il marito, per trovare il denaro necessario, decide di accettare una proposta di Daly che in precedenza aveva rifiutato, vendendogli un magazzino. Quando la signora Richards si reca a restituire la collana, visita anche il signor Daly per negoziare la vendita. La tensione per aver messo in quella brutta situazione il marito, provoca un mancamento alla signora Richards, che viene soccorsa da Daly, che la prende tra le braccia. Vengono sorpresi in quella posizione imbarazzante dalla signora Daly che, immaginando una relazione tra i due, accusa il marito. La signora Richards riesce a spiegarle quanto è successo, raccontandole anche del grosso debito che ha fatto suo marito per pagare il gioielliere. Con sua sorpresa, la signora Daly le restituisce il collier, dichiarando che ora la collana è sua perché quella che le aveva imprestato non valeva un granché, essendo solo un bell'oggetto di bigiotteria.

## Produzione
Il film fu prodotto dalla Vitagraph Company of America.

## Distribuzione
Distribuito dalla General Film Company, il film - un cortometraggio in una bobina - uscì nelle sale cinematografiche statunitensi il 6 agosto 1912.